# Hernán González Gutiérrez
Hernán González Gutiérrez (San José, 31 de diciembre de 1918 - 14 de octubre de 1987) fue un escultor, abogado, agricultor y gerente bancario costarricense. Fue uno de los escultores más importantes de la década de los sesenta en Costa Rica.

## Biografía
Nació en San José, el 31 de diciembre de 1918, hijo primero de Enrique González Herrán y Paulina Gutiérrez. Nieto mayor de Cleto González Víquez. Estudió secundaria en el Liceo de Costa Rica y obtuvo su licenciatura en leyes en la Universidad de Costa Rica.
Fue Gerente del Banco Nacional de Costa Rica y fue parte integral del "Grupo de Estudios Nacionales". Participó en la Revolución de 1948 y fue uno de los fundadores del Partido Liberación Nacional. 
Se dedicó a la escultura siendo ya un hombre maduro, a los 40 años de edad. Inició sus estudios en escultura en 1957, en Woodstock, con el escultor estadounidense Harvey Fite. A su regreso, se instaló en la Guácima de Alajuela donde construyó su casa y su estudio.
En sus inicios, se dedicó a esculpir animales, siguiendo la tradición escultórica de 1930. En 1960, entró al medio artístico nacional, produciendo sus obras más significativas. Fue integrante del Grupo 8, generación de artistas plásticos costarricenses que impulsó el arte nacional. Ganó el Premio Nacional de Escultura en dos ocasiones, en 1961 y 1969. Entre 1982 y 1986, fue Ministro de Cultura durante el gobierno de Luis Alberto Monge, durante el cual se enfocó en fortalecer la cultura y las artes de cada región de Costa Rica a través de la creación de Casas de la cultura en todas la zonas del país. Bajo el lema "La cultura al encuentro del hombre" pretendió descentralizar el concepto de cultura y estimular la identidad cultural del costarricense.

## Fallecimiento
Falleció en San José, el 14 de octubre de 1987 a los 68 años de edad.

## Obra

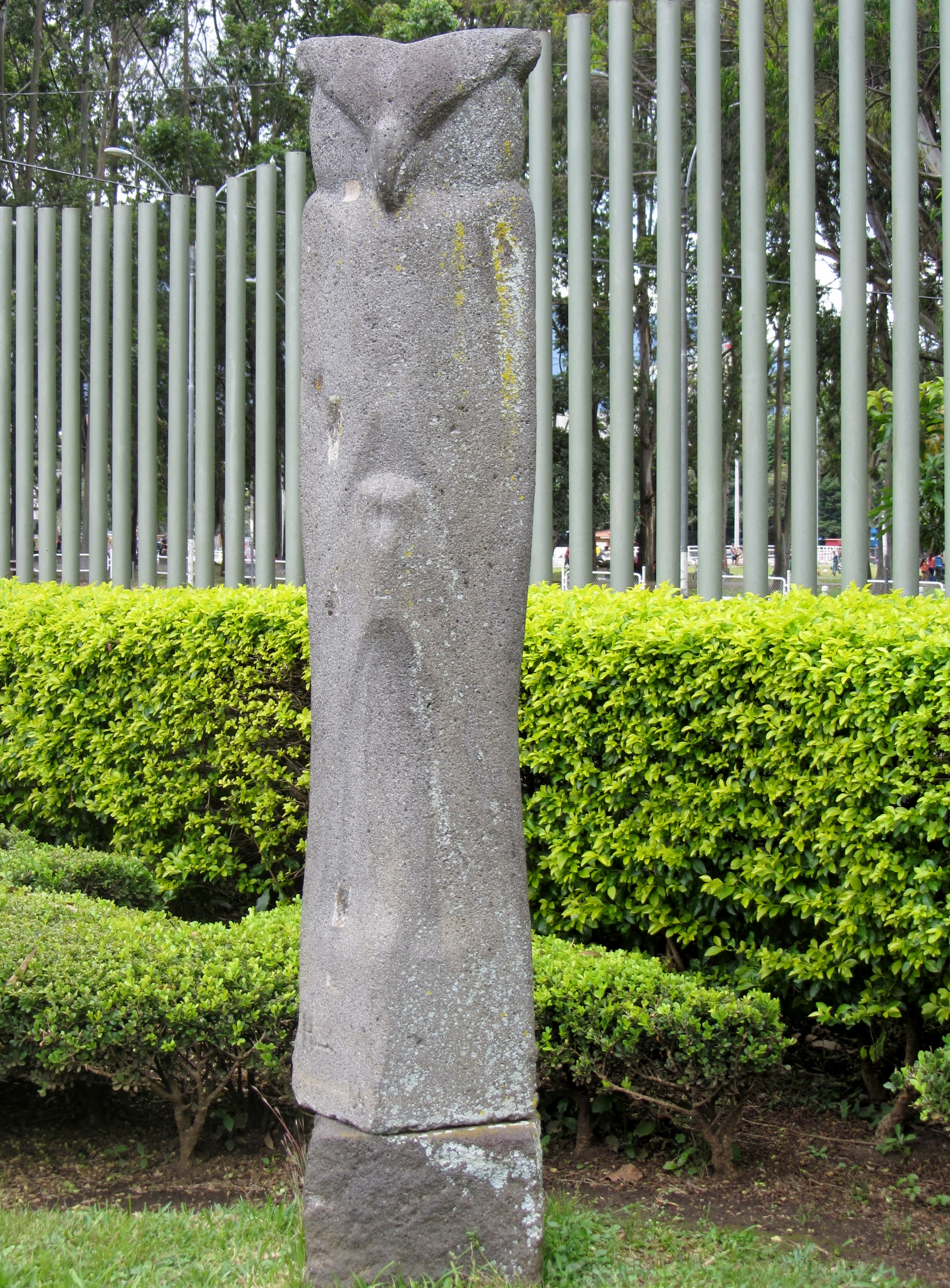
"El Búho Hechicero" Colección Permanente Museo de Arte costarricense

La escultura de González es de características monolíticas, utilizando como técnica la talla directa en piedra y en madera. Se inició en el tema de la animalística, pero luego orientó su escultura hacia la síntesis de formas y hacia un respeto por la forma original del material con que trabajaba. Tuvo un periodo importante con la temática de la esfera, inspirada en las esferas precolombinas de piedra y en el pensamiento de Pierre Teilhard de Chardin sobre la evolución del hombre. La década del 60 será su etapa más productiva como escultor.
Entre sus obras destacan:

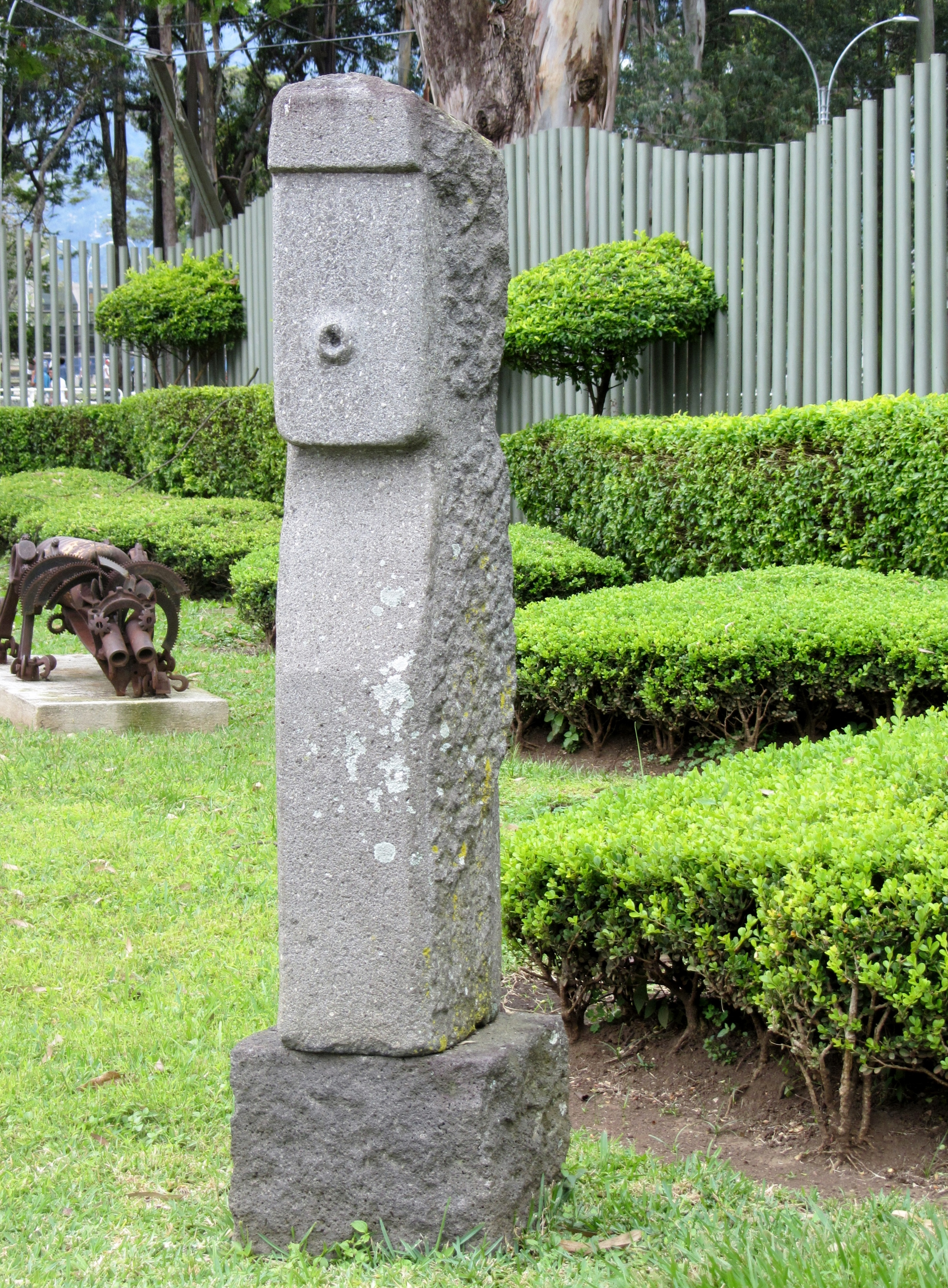
"El Silbador" Colección del Museo de Arte Costarricense

- Maternidad (madera, talla directa).
- Agonía (madera, talla directa).
- Espíritu de la chicha (madera, talla directa).
- Mujer canoa (madera, talla directa).
- Apartamento de aves (piedra, talla directa).
- No me mates (piedra, talla directa).

- Potencia germinal (piedra, talla directa).
- Hombre caracol (piedra, talla directa).
- Cristificación (madera, talla directa).
- Tala hombre árbol (madera, talla directa).

- El silbador (piedra, talla directa).
- El búho hechicero (piedra, talla directa).